# Mikael Andersson (ishockeyspelare född 1959)
För andra betydelser, se Mikael Andersson.
Mikael Andersson, född 6 juli 1959, är en svensk före detta ishockeyspelare som blev världsmästare i ishockey 1987. 
Han är hockeyfostrad i Kiruna AIF innan han blev elitspelare i MODO Hockey, IF Björklöven och Västra Frölunda. Han har vunnit ett SM-guld 1987 i spel för Björklöven. Han har spelat i tre internationella turneringar, VM 1987, där Sverige blev världsmästare, OS 1988 - bronsmedalj, Canada Cup 1987 - tredje plats.
Mikael Andersson arbetade som coach och tränare efter avslutad aktiv karriär. Han verkade som sportchef för IF Björklöven under säsongerna 2001/2002 och 2007/2008, 2008/2009. Andersson var tränare för Luleå HF åren 2002 till 2005.  I slutet av säsongen 2008/2009 tog Andersson även över som tränare för Björklöven efter Joakim Fagervall. Dock gick laget inte vidare till kvalspel till Elitserien och Mikael Andersson fick lämna sin post som sportchef och tränare för Björklöven.

## Meriter som spelare
- Junior 18 EM-guld 1977
- Junior 20 VM-silver 1978
- Junior 20 VM-brons 1978
- VM-guld 1987
- OS-brons 1988
- Canada Cup 1987, semifinal
- SM-guld 1987
- kopia av Svenska Dagbladets guldmedalj 1987.

## Klubbar som aktiv
- Kiruna AIF 1975-1979 Division 1
- MODO AIK 1979-1983 Elitserien
- IF Björklöven 1983-1988 Elitserien
- Västra Frölunda HC 1988-1992 Division 1/Elitserien
- IF Björklöven 1992-1994 Elitserien/Division 1

## Klubbar som tränare/sportchef
- IF Björklöven 2001-2002 Allsvenskan i ishockey
- Luleå HF 2002-2005
- Timrå IK 2005-2007 Elitserien
- IF Björklöven 2007-2009 Allsvenskan i ishockey